# Distretto di Yangibozir
Il distretto di Yangibozir (usbeco Yangibozor) è uno dei 10 distretti della Regione di Xorazm, in Uzbekistan. Il capoluogo è Yangibozir (Yangibozor).